# Georges Canguilhem

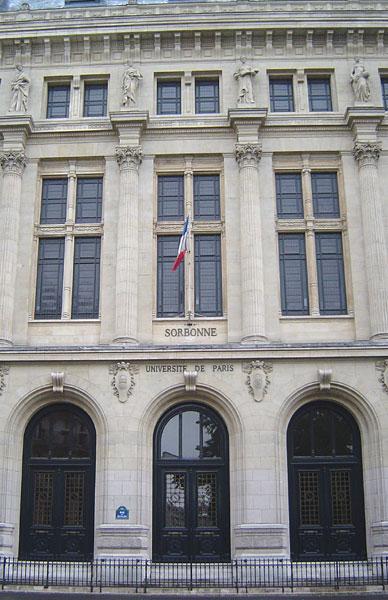
Frente de la Sorbona en París, donde enseñó Canguilhem.

Georges Canguilhem (Castelnaudary, 4 de junio de 1904-Marly-le-Roi, 11 de septiembre de 1995) fue un filósofo y médico francés, miembro del Collège de France, especializado en epistemología e historia de la ciencia. Su obra se dirige hacia las ciencias de la vida; es una de las más novedosas de la segunda mitad del siglo XX, al conseguir desbordar, con sus intuiciones, ese campo estricto. Se dice de él que fue el teórico de la normatividad, al considerar que las normas visibles son siempre el producto de un poder regulador previo.

## Trayectoria
Canguilhem entró en la École Normale Supérieure en 1924; en su misma clase estaban quienes serían grandes figuras del pensamiento y de las letras. Jean-Paul Sartre, Raymond Aron y Paul Nizan. Tras lograr la agregación (agrégation) en 1927 enseñó en diversos institutos a lo largo de Francia; pero además inició estudios de medicina mientras enseñaba en Toulouse. 
Logró luego un puesto en la Universidad de Estrasburgo en 1941 y recibió el doctorado en medicina en 1943, en medio de la Segunda Guerra Mundial. Por cierto, que —usando el seudónimo "Lafont"—, Canguilhem fue un miembro activo de la Resistencia francesa, mientras ejercía como médico en la Auvernia. 
Después, en 1948, dirigió el departamento de filosofía en Estrasburgo. Siete años más tarde, fue nombrado profesor en La Sorbona y sucedió a Gaston Bachelard como director del Instituto para la Historia de la Ciencia, una posición que ocuparía hasta 1971, momento en el comenzó una activa carrera como docente emérito.
Como inspector general y luego presidente del Jury d'Agrégation en filosofía, Canguilhem tuvo una gran influencia sobre la instrucción filosófica en Francia en la segunda mitad del siglo XX. Fue conocido por más de una generación de filósofos académicos franceses como un evaluador preciso y exigente quien, en palabras de Louis Althusser, creía que podía corregir la comprensión filosófica de los profesores "gritándoles". Esta creencia no impidió que fuera considerado con afecto por la generación intelectual que surgió en escena en los años 60, tales como Gilles Deleuze, Jacques Derrida,  Louis Althusser, Jacques Lacan y Michel Foucault, pero es sobre éste sobre quien claramente tuvo ascendencia (y, a su vez, él no dejó de reconocer los hallazgos epistemológicos de Foucault). En todo caso influyó decisivamente en la epistemología histórica francesa hasta hoy, lo que hizo que se ampliara su merecido eco.
Fue miembro de la Academia Francesa.

## Filosofía de la ciencia
Le normal et le pathologique es una exploración de la naturaleza y significado de la normalidad en medicina y biología así como sobre la producción e institución del conocimiento médico. Continúa siendo un trabajo seminal en antropología médica e historia de las ideas y es aun ampliamente influyente (debido en parte al peso de Canguilhem sobre Foucault). La connaissance de la vie es un estudio sobre la especificidad de la biología como ciencia, el significado histórico y conceptual del vitalismo, y la posibilidad de concebir el organismo no basándose en modelos técnicos y mecánicos que lo reduzcan a una máquina, sino teniendo en cuenta su relación con el medio en que vive, su éxito en sobrevivir en su medio (y por ende su relación con "quiebros" genéticos y "anormalidades") y su complexión que es siempre mayor que la "suma de sus partes". Canguilhem argumentó fuertemente en favor de estas posiciones, criticando el vitalismo imperante en los siglos XVIII y XIX (y su política) y advirtiendo sobre la reducción de la biología a una "ciencia física", pues creía que una reducción semejante privaría a la biología de un campo de estudio adecuado, al transformar (ideológicamente) criaturas vivas en estructuras mecánicas definidas por un equilibrio químico-físico que en cambio no puede dar cuenta de la particularidad de los organismos o de la complejidad de la vida. Posteriormente modificó estas críticas en Ideología y racionalidad en la historia de las ciencias de la vida.
Más que un gran teórico, Canguilhem fue uno de los pocos filósofos del siglo XX que desarrolló un enfoque influido por su educación médica. Ayudó a definir un método práctico y riguroso para estudiar la historia de la ciencia. Su trabajo se orientó, por un lado, hacia los conceptos de lo 'normal' y lo 'patológico' en el siglo XIX y por otro lado, hacia una historia crítica de la formación de conceptos modernos, tales como 'reflejo' en la historia de la ciencia. En 1983 recibió la Medalla Sarton de la Sociedad de Historia de la Ciencia. Canguilhem fue también un mentor para varios intelectuales franceses de los sesenta y setenta.

## Filosofía de la medicina
En Maquina y organismo Canguilhem intenta realizar dos inversiones con respecto al pensamiento clásico. Primero, en vez de considerar la técnica solo como un conjunto de "teoremas solidificados", sobre el que la ciencia tendría una absoluta prioridad, considerará que la técnica es original. En segundo lugar, en vez de intentar explicar la estructura y el funcionamiento del organismo a partir de la máquina, intentará probar que el organismo tiene una prioridad lógica e histórica sobre la máquina que lo compone.
A partir de sus análisis en este sentido, llega a la conclusión de que ciencia y técnica deben ser consideradas como dos tipos de actividades diferentes, de las cuales no se puede postular que la segunda surja de la primera, sino más bien que cada una toma prestada de la otra problemas y soluciones. En Lo normal y lo patológico comienza diciendo que si bien en la psiquiatría y la psicología contemporánea ha tenido lugar un intenso debate acerca de la dificultad de definir estos conceptos desde una perspectiva psicopatológica, en el ámbito de la fisiología no se ha producido un debate similar. A su entender, es necesario tomar en cuenta esto, pues no es nada fácil, tampoco en el contexto de la fisiología, definir dichos conceptos.

## Obras
- Essai sur quelques problèmes concernant le normal et le pathologique, tesis doctoral de 1943. Luego, redactada como Le Normal et le pathologique, París, PUF, 1966. Tr.: Lo normal y lo patológico, México, Siglo XXI, 1986 ISBN 978-968-23-0183-4.
- La formation du concept de réflexe aux XVIIe et XVIIIe siècles, París, PUF, 1955. Tr: La formación del concepto de reflejo en los siglos XVII y XVIII, Barcelona, Avance, 1975 ISBN 978-84-7396-009-0
- La connaissance de la vie, París, Hachette, 1942; Vrin, 1965; y 1992, ampliado. Tr: El conocimiento de la vida, Barcelona, Anagrama, 1976, ISBN 978-84-339-0044-9.
- Études d'histoire et de philosophie des sciences concernant les vivants et la vie, París, Vrin, 1968; ampliado en 1994 con «Le statut épistémologique de la médecine» (1985). Tr: Estudios de historia y de filosofía de las ciencias, Buenos Aires, Amorrortu, 2009, ISBN 978-950-518-381-4.
- Idéologie et rationalité dans l'histoire les sciences de la vie, París, Vrin; 1977 y 1988, revisado. Tr: Ideología y racionalidad en la historia de las ciencias de la vida, Buenos Aires, Amorrortu, 2005 ISBN 978-950-518-366-1
- Écrits sur la médecine, París, Seuil, 2002, póstumo. Tr: Escritos sobre la medicina, Buenos Aires, Amorrortu, 2004 ISBN 978-950-518-719-5.

## Sobre Canguilhem
- Michel Foucault, "La vie: l'expérience et la science", ahora en Dits et écrits, París, Gallimard, 1994, t. IV.
- E. Balibar, M. Cardot, F. Duroux, M. Fichant, D. Lecourt y J. Roubaud, coords. Georges Canguilhem, philosophe, historien des sciences, París, Albin Michel, 1993; actas del coloquio del Palais de la Découverte, 6/8-XII-1990.
- François Dagonet, Georges Canguilhem: Philosophie de la vie, París, Les empêcheurs de penser en rond, 1997.
- Edición de Economy and Society, 27:2-3. 1998, dedicado a Georges Canguilhem.
- R. Horton, "Georges Canguilhem: philosopher of disease", Journal of the Royal Society of Medicine 88 (1995): 316-319.
- Guillaume Le Blanc, Canguilhem et les normes, París, PUF, 1998.
- Dominique Lecourt, Georges Canguilhem, París, PUF, 2008.